# アンカレッジ (ドック型輸送揚陸艦)
|          |                                                                        |
| 艦歴     |                                                                        |
| 発注     | 2006年6月1日                                                           |
| 起工     | 2007年9月24日                                                          |
| 進水     | 2011年2月12日                                                          |
| 就役     | 2013年5月4日                                                           |
| 母港     | カリフォルニア州サンディエゴ                                           |
| 退役     |                                                                        |
| 性能諸元 |                                                                        |
| 排水量   | 満載：25,000トン                                                       |
| 長さ     | 全長：208.5 m (684 ft) 水線長：201.4 m (661 ft)                        |
| 幅       | 全幅：31.9 m (105 ft) 水線長：29.5 m (97 ft)                           |
| 吃水     | 7 m (23 ft)                                                            |
| 機関     | CODAD方式、2軸推進 ターボチャージド・ディーゼル 4基、40,000 HP (30 MW) |
| 最大速力 | 22 ノット (41 km/h)                                                    |
| 航続距離 |                                                                        |
| 乗員     | 士官28名、兵員333名                                                    |
| 兵装     | Mk 46 30mm機関砲 2門 RAM発射機 2基                                     |
| 艦載機   | CH-46 4機またはMV-22B 2機                                              |
| 上陸艇   | LCAC 2隻またはLCU 1隻                                                  |
| 兵員     | 699名（士官66名、兵員633名）から800名まで                              |
| モットー |                                                                        |

アンカレッジ (USS Anchorage, LPD-23) は、アメリカ海軍のドック型揚陸艦。サン・アントニオ級ドック型輸送揚陸艦の7番艦。アラスカ州アンカレッジに因んで命名された。その名を持つ艦としては2隻目。